# Tiempo de Hoy
Tiempo fou una revista setmanal d'actualitat que s'editava a Barcelona i es distribuïa a l'Estat espanyol els divendres, propietat del Grupo Zeta. El 17 de maig de 1982 es va publicar per primera vegada i la seva evolució va transcórrer de forma paral·lela a la transició i la democràcia espanyola.

## Origen
La revista Tiempo va néixer el 1981 com a suplement d'informació política de la revista Interviú (Tiempo de Política) del grup editorial Grupo Zeta. Un any després neix en plena Transició, en mig del judici del 23-F de forma independent. Així, el 17 de maig de 1982 Antonio Asensio Pizarro fundava Tiempo amb una portada protagonitzada per una gran il·lustració sobre Felipe González com icona del socialisme. El número 1 de la revista surt al carrer quan, als afores de Madrid, a Campamento, eren jutjats els protagonistes del 23F, els espanyols començaven a gaudir de la consolidació de les llibertats i el govern de la UCD, encapçalat per Leopoldo Calvo Sotelo, estava a punt de donar pas al PSOE que liderava Felipe González. Va néixer com una revista independent, d'informació general i de continguts polítics, socials, culturals i econòmics.

## Història
En menys de dos anys Tiempo va aconseguir el lideratge de les publicacions setmanals d'informació general a Espanya tant en difusió com en influència i en facturació publicitària. També va aconseguir el respecte internacional, fins al punt que The New York Times Syndicate va assenyalar que era la millor revista del món escrita en castellà. Tiempo va començar sent una publicació dedicada a la política. Després, va passar a una fórmula més completa que barrejava la cultura, l'espectacle, els successos, l'economia i l'esport per seduir a lectors diversos. La crònica social va adquirir aviat una transcendència inusitada. Va tenir tant d'èxit que tots els setmanaris del moment es van veure forçats a seguir els passos de Tiempo.

## Contingut
Les pàgines del setmanari han estat testimoni i també protagonistes de tots els grans esdeveniments, des de la caiguda del Mur de Berlín fins a l'adveniment de l'euro com a moneda única dels europeus. Per les pàgines de Tiempo han passat des de la Reina Sofia l'any 1986, en la que va ser la seva primera entrevista a la premsa espanyola, fins a la publicació dels arxius secrets de Franco. Va descobrir el fosc enriquiment de Mariano Rubio amb Ibercorp i va denunciar les corrupcions del director de la Guàrdia Civil, Luis Roldán. Això no obstant, la seva primera exclusiva important va ser sobre unes comissions milionàries que beneficiaven a membres de la Família Reial Espanyola amb la venda d'avions militars.
El 8 de gener de 2018 fonts de Grup Zeta van anunciar que tancarien la publicació juntament amb la revista Interviú durant l'any per "les pèrdues generades per ambdues publicacions durant els últims anys".

## Les millors exclusives
- 1982: El pueblo, contra la sentencia. El 3 de juny, quan Tiempo feia 15 dies que estava als quioscs, es va conèixer la sentència dictada pel Consell Suprem de Justícia Militar als acusats del cop d'Estat del 23F. La revista va encarregar a l'empresa Gallup un sondeig en el qual el 53% dels espanyols es mostrava en desacord amb la sentencia per tova.
- 1983: Así secuestramos a Diego Prado. La confessió d'un dels primers etarres penedits: José María Tapia.
- 1984: Los archivos secretos de Franco. Va ser un resum dels 20.000 folis dels arxius de Franco. Els va publicar durant diverses setmanes.
- 1985: Lo que hay detrás del GAL''. La revista es va posar a investigar quan un presumpte membre del grup GAL, va saltar pels aires mentre manipulava una bomba. Destaca la informació d'un antic membre d'ETA, Juan Miguel Cabezas, que va col·laborar amb la policia.
- 1986: Habla la Reina. Mai abans havia concedir la Reina Sofia una entrevista a un mitjà de comunicació espanyol. La Reina va asseure's davant del primer director de la revista, Julián Lago, en un despatx de la Zarzuela. La Reina va contestar a 60 preguntes.
- 1990: La maldición de una dinastia. La matança de Puerto Hurraco protagonitzada pels "Patas Pelás" contra els "Amadeos".
- 1992: Así será la gran fiesta olímpica. Aquell any Tiempo va fer un esforç informatiu: cinc suplements especials al llarg de 1992 sobre els Jocs Olímpics de Barcelona, la capitalitat cultural de Madrid i l'Exposició Universal de Sevilla.
- 1993: Las confesiones íntimas de Don Juan de Borbón. Declaracions del rei Joan Carles I on deia el que pensava dels socialistes, del seu fill, del famós 23-F, de la unitat d'Espanya i de Franco.
- 1996: La fortuna personal de los políticos. Faci Peñate va aconseguir fer un treball minuciós i amb Aznar a la Moncloa va aconseguir que 41 polítics donessin dades dels seus guanys de manera voluntària.
- 1997: Así secuestramos a Ortega Lara. Va ser un cas que va commocionar l'opinió pública espanyola. Tiempo va explicar en primícia el testimoni del captiveri d'Ortega Lara de la mà de Carlos Fonseca.
- 1998: Ansón: La confesión. En aquest número Luis María Ansón denuncia una trama per acabar amb Felipe González. En una entrevista amb Santiago Belloch, Anson li explica com un grup de periodistes es va organitzar per fer una crítica contra González i impedir la seva reelecció el 1996. Com la revista va sortir un 23-F, aquella exclusiva va ser coneguda como "l'ansonada". Va ser el número més venut de la història de la revista.
- 2000: Un palacio para un rey. Són les primeres fotografies de la nou palauet que s'estava construint el Príncep Felip.
- 2006: Arde Marbella. Dades del Cas Malaya on es mostraven els cobraments milionaris de Julián Muñoz.
- 2007: El hombre del millón d'euros. Només una setmana després que la revista expliqués tots els detalls de la separació dels Ducs de Lugo, els periodistes Marisa Perales, Pepa Rebollo i Javier Otero van desvetllar, els grans ingressos de Jaime de Marichalar.
- 2009: Los diez masones más influyentes. Gràcies al periodista Luis Algorri, va aconseguir fotografiar els deu maçons més importants d'Espanya. Es tracta d'una exclusiva que encara avui segueix sent la més llegida a la pàgina web de la revista.
- 2010: Sónsoles no aguanta más. A la meitat de la segona legislatura de Zapatero, la revista va publicar una exclusiva que va remoure l'actualitat política: El periodista Antonio Rodríguez va explicar com la dona del president del govern li havia demanat al seu marit no optar a un tercer mandat.
- 2010: Los papeles privados de Franco. La vida de Franco sempre va ser una mina per la revista Tiempo. Ja el 1984 es van publicar els arxius secrets del dictador, però, quan ja semblava que estava tot explicat, el setmanari de la mano de Javier Otero, va trobar el 2010 material encara inèdit, como el patrimoni del "Caudillo" en acabar la guerra o les seves inversions a la borsa.
- 2011: Los diarios perdidos de Alcalá-Zamora. Just quan la revista va publicar el seu número 1.500, el periodista Antonio Rodríguez va aconseguir una de les notícies que canvien la història d'Espanya: els diaris perduts de Niceto Alcalá-Zamora, primer president de la Segona República Espanyola. Aquests papers poses en dubte la victòria del Front popular en les eleccions de febrer de 1936.
- 2012: Así viven los últimos etarras. Una de les últimes exclusives publicades per la revista, de la mà d'Antonio Rodríguez, ha tingut com a protagonistes als últims etarres en actiu: els seus sous, les pistoles que els queden...

## Difusió
Tiempo té actualment una tirada setmanal, segons dades de l'Oficina de Justificació de la Difusió (OJD), de 57.500 exemplars, mentre que la primera onada de l'any 2012 de l'Estudi General de Mitjans (EGM) li atorga 154.000 lectors.

## Directors
| Director           | Període      | Notes |
| ------------------ | ------------ | --- |
| Julián Lago        | 1982-1987    | |
| José Oneto         | 1987-1990    | La revista va incloure secciones d'espectacles, successos, economia, cultura, esport i crònica social. |
| Pedro Páramo       | 1990-1999    | Va canviar l'enfocament de crònica social per informació social. A mitjans dels anys 90 va ser una de les publicacions setmanals informatives líders, superant a Cambio 16 que dominava el camp de la informació setmanal. |
| Agustín Valladolid | 1999-2000    | Va modernitzar la revista. |
| Jesús Rivasés      | 2000-2005    | Va dedicar més atenció a l'economia. |
| Jesús Maraña       | 2005-2007    | |
| Jesús Rivasés      | 2007-present | |

## Col·laboradors
- Alfonso Guerra
- Fernando Savater
- Gregorio Peces-Barba
- Ignacio Vidal-Folch
- Alfonso Ussía
- Alfonso S. Palomares
- Matías Antolín
- Vicente Molina Foix
- Isabel Coixet
- Juan Bolea
- Nativel Preciado
- Jesús Mariñas
- Juan E. Iranzo Martín
- Rosana Ubanell
- Miki Duarte
- Faustino F. Álvarez